# Sabine Zwiener
Sabine Beate Zwiener (* 5. Dezember 1967 in Sontheim, Heilbronn) ist eine ehemalige deutsche Mittelstreckenläuferin, die sich auf die 800-Meter-Distanz spezialisiert hatte.
Bei den Halleneuropameisterschaften gewann sie 1988 in Budapest Gold und 1990 in Glasgow Silber. Bei den Olympischen Spielen 1992 in Barcelona und bei den Weltmeisterschaften  1993 in Stuttgart erreichte sie jeweils das Halbfinale.
1987 und 1993 wurde sie Deutsche Vizemeisterin. In der Halle errang sie 1988 und 1990 den nationalen Titel.
Sabine Zwiener startete bis 1989 für den SV Neckarsulm und danach für die LG VfB/Kickers Stuttgart.

## Persönliche Bestzeiten
- 400 m: 53,45 s, 17. Juni 1986, München
- 800 m: 1:59,33 min, 19. Juni 1988, Düsseldorf
  - Halle: 2:01,19 min, 6. März 1988, Budapest
- 1000 m: 2:46,28 min, 9. Mai 1993, Pliezhausen
- 400 m Hürden: 57,78 s, 25. August 1985, Cottbus